# Taurotagus similis
Taurotagus similis är en skalbaggsart som beskrevs av Karl Adlbauer 1998. Taurotagus similis ingår i släktet Taurotagus och familjen långhorningar.
Artens utbredningsområde är Kenya. Inga underarter finns listade i Catalogue of Life.